# NGC 6070A
NGC 6070A (другие обозначения — ZWG 23.18, PGC 57350) — галактика в созвездии Змея.
Этот объект не входит в число перечисленных в оригинальной редакции «Нового общего каталога» и был добавлен позднее.